# 西漢普斯泰德車站
西汉普斯泰德車站（英语：West Hampstead railway station）是伦敦地上铁北伦敦线的一座车站，位于伦敦中部的卡姆登区，属于倫敦軌道運輸第2收费区。

## 历史
1888年3月1日，本站开通，当时的名称是西尾巷站，后在1975年改为现在名称，使其成為西尾巷三個同樣稱為西漢普斯泰德的鐵路車站之一。本站的列車服務曾先後由不同的營運方提供：
| 鐵路公司                    | 列車服務本站的時期        | 營運方變更的原因                                                          |
| --------------------------- | ------------------------- | ------------------------------------------------------------------------- |
| 北伦敦铁路                  | 1888 - 1909               | 該公司的管理權落入倫敦及西北鐵路公司                                      |
| 倫敦及西北鐵路公司          | 1909 - 1923年1月          | 倫敦及西北鐵路公司與其他鐵路公司於1923年1月合併為倫敦、米德蘭和蘇格蘭鐵路 |
| 倫敦、米德蘭和蘇格蘭鐵路    | 1923年1月 - 1948年1月     | 英國鐵路國有化                                                            |
| 英國鐵路 （倫敦米德蘭分區） | 1948年1月 - 1986年6月10日 | 英國鐵路公司於1982年部門化，而倫敦及東南部門於1986年6月10日更名為東南路網 |
| 英國鐵路 （東南路網）       | 1986年6月10日 - 1994      | 路網中的列車服務被拆分為多個營運單位，以準備私有化                        |
| 英國鐵路 （北倫敦鐵路）     | 1994 - 1997               | 英國鐵路私有化                                                            |
| 銀連                        | 1997-2007                 | 北倫敦線經營權轉移至倫敦交通局，並改由倫敦地上鐵營運                      |

英國鐵路私有化後，盎格利亞鐵路公司曾於2000年5月22日至2002年9月28日營運來往諾里奇和貝辛斯托克的列車服務，並於中途停靠本站。由於北倫敦線的容量有限，該列車的班次既疏落，又不平均，以下為該等東行列車於2001年5月時的時間表：
| 貝辛斯托克                | 08:27 | 10:30 | 12:32 | 13:42 | 16:33 | 18:06 |
| 法恩伯勒（主線）          | 08:40 | 10:43 | 12:45 | 13:54 |       | 18:19 |
| 沃金                      | 08:51 | 10:53 | 12:55 | 14:04 | 16:53 | 18:29 |
| 斯坦斯                    | 09:12 | 11:13 | 13:14 | 14:31 | 17:13 | 18:54 |
| 費爾特姆                  | 09:19 | 11:21 | 13:21 | 14:37 | 17:21 | 19:01 |
| 賓福特                    | 09:27 |       |       |       |       |       |
| 威爾斯登交匯              |       |       |       |       | 17:29 | 19:09 |
| 西漢普斯泰德              | 09:58 | 11:44 | 13:46 | 14:59 | 17:36 | 19:29 |
| 高貝里及伊斯靈頓          | 10:13 | 11:58 | 14:02 | 15:14 | 17:57 | 19:43 |
| 斯特拉福德                | 10:29 | 12:15 | 14:23 | 15:35 | 18:14 | 20:02 |
| 因蓋特斯通（Ingatestone） |       | 12:36 | 14:45 |       |       |       |
| 切爾姆斯福德              | 11:02 | 12:42 | 14:51 |       |       | 20:26 |
| 威特姆                    |       | 12:51 |       |       |       | 20:34 |
| 科爾切斯特                | 11:21 |       |       |       |       | 20:53 |
| 伊普斯維奇                |       |       |       |       |       | 21:12 |

2004年，奇爾特恩鐵路公司曾提出西漢普斯泰德轉乘站的計劃，將現時分別屬泰晤士連線、倫敦地上鐵（即本站，當時為銀連管轄）和倫敦地鐵銀禧線（即西漢普斯特德站）的三個鐵路車站的收費區透過地下通道連接起來。除此之外，計劃會為奇爾特恩主線增設月台（亦可能為倫敦地鐵大都會線提供月台），並將泰晤士連線車站及本站的月台遷至西尾巷東側。該計劃將需要拆除現有的建築物，並會將西尾巷打造成林蔭大道。由於北倫敦線的經營權誰屬並未明朗，該計劃已於2007年被擱置。該計劃擱淺後，英國鐵路網公司已轉為改造西漢普斯泰德泰晤士連線車站：為該站增設第二座行人天橋，並設有升降機以通往該站設於艾弗遜路的新車站建築。
本站在2007年底曾进行大规模翻新工程，并安装了自动售票机和验票闸机。2010年代末，本站因為旁邊西漢普斯泰德廣場的物業發展而得以大幅升級改造。升級工程包括建設新的車站建築、加闊月台以及新增無障礙通道。該等工程於2019年12月完成。

## 意外
1937年2月23日，倫敦、米德蘭和蘇格蘭鐵路一列特快貨運列車於本站附近脫軌。

## 接駁交通
倫敦交通局於本站設有出閘轉乘機制，使用蠔卡或其他非接觸式支付系統於指定時間內於本站與西漢普斯特德站（倫敦地鐵銀禧線） ／ 西汉普斯泰德泰晤士连线車站間轉綫，計算車資時會被視作一程車程。
倫敦巴士139、328及C11號線均服務本站。

## 列车服务
本站的列車服務均由倫敦地上鐵的英國鐵路378型電力動車組列車提供。本站於平日非繁忙時段的列車班次為：
- 每小時8班 往斯特拉特福德（經卡姆登路）
- 每小時4班 往里奇蒙方向
- 每小時4班 往克拉珀姆交汇方向

深夜時分，本站不會提供來往克拉珀姆交汇站的列車服務。